# Ořechov (district de Žďár nad Sázavou)
Pour les articles homonymes, voir Ořechov.
Ořechov (en allemand : Orzechow) est une commune du district de Žďár nad Sázavou, dans la région de Vysočina, en République tchèque. Sa population s'élevait à 313 habitants en 2020.

## Géographie
Ořechov se trouve à 9 km à l'est de Velké Meziříčí, à 27,5 km au sud-est de Žďár nad Sázavou, à 40 km à l'est-sud-est de Jihlava et à 148 km au sud-est de Prague.
La commune est limitée par Kadolec au nord, par Skřinářov et Osová Bítýška à l'est, par Ruda au sud et à l'ouest, par Sviny à l'ouest et par Křižanov à l'ouest.

## Histoire
La première mention écrite de la localité date de 1366.

## Administration
La commune se compose de trois quartiers :
- Ořechov
- Ronov

## Transports
Par la route, Ořechov se trouve à 10,5 km de Velké Meziříčí, à 29,5 km de Žďár nad Sázavou, à 45 km de Jihlava et à 165 km de Prague.